# Organización Democrática Popular para la Independencia y el Socialismo
La Organización Democrática Popular para la Independencia y el Socialismo (en inglés: People's Democratic Organisation for Independence and Socialism) es un partido político de izquierda radical de Gambia. En 2005 formó parte de la Alianza Nacional para la Democracia y el Desarrollo (NADD), y en 2016, integró la llamada Coalición 2016 (o Coalición Gambia ha Decidido) que llevó a la victoria al candidato Adama Barrow en las elecciones presidenciales, poniendo fin al régimen de Yahya Jammeh. El PDOIS también publica su propio periódico, Foroyaa, que se destacó por su oposición al régimen Jammeh.

## Historia
La Organización Democrática Popular para la Independencia y el Socialismo (PDOIS) fue fundada el 31 de julio de 1986. De un grupo anterior, el Movimiento Popular para la Independencia contra el Neo-colonialismo y el Capitalismo en Gambia (PMINCC), incluía a Halifa Sallah, Sam Sarr, Amie Sillah, Adama Bah y Momodou Sarho. También se creía que los PMINCC eran los editores del periódico ilegal The Voice of the Future y seis miembros fueron sometidos a juicio por su publicación en 1984, aunque todos fueron absueltos.
Inicialmente, el PDOIS no tenía líder oficial hasta diciembre de 1997, cuando Sidia Jatta fue elegido como su primer Secretario General. En julio de 1987 empezó a publicar Foroyaa, un periódico semanal conocido por criticar al gobierno de Dawda Jawara y su política exterior Prooccidental, además de oponerse a la Confederación de Senegambia. En 1987, presentó cinco candidatos en las elecciones parlamentarias, pero todos fueron derrotados. En 1992, presentó 14 candidatos, pero de nuevo ninguno logró entrar al parlamento. Jatta fue candidato a la Presidencia de la República por el partido y recibió el 5.24% de los votos, quedando en quinto y último lugar. El PDOIS fue la única organización política que no fue ilegalizada tras el golpe de Estado de 1994, debido a que a diferencia de los demás partidos, no se opuso frontalmente al gobierno militar de Yahya Jammeh. Sin embargo, tanto Jatta como Halifa Sallah rechazaron los puestos en el gabinete que Jammeh les ofreció.
Jatta obtuvo el 3% de los votos en las elecciones presidenciales de 1996 y 2001. En las elecciones parlamentarias de 1997, Jatta ganó su primer asiento en la Asamblea Nacional de Wuli West. En 2002, Jatta conservó el asiento y Sallah además ganó la sede de Serekunda Central. De 2002 a 2007, el PDOIS fue el mayor partido de la oposición en la Asamblea Nacional, y Sallah sirvió como Líder de la Oposición. En 2005, el PDOIS se unió a la Alianza Nacional para la Democracia y el Desarrollo (NADD), y Sallah fue seleccionado como candidato del NADD en las elecciones presidenciales de 2006, pero solo ganó el 6% de los votos. En la elección parlamentaria 2007, NADD ganó solamente un asiento, Jatta, con Sallah que perdiendo el suyo. Formó parte de la coalición electoral que desbancó a Jammeh del poder en diciembre de 2016. En las elecciones parlamentarias de 2017, las primeras tras la caída del régimen de Jammeh, el PDOIS obtuvo 4 de los 58 escaños.

## Resultados electorales

### Presidenciales
|  | 5.24 % |

|  | 2.87 % |

|  | 3.02 % |

|  | 6.00 % |

|  | 43.3 % |

|  | 3.77 % |

### Legislativas
|  | 0.98 % |

|  | 2.31 % |

|  | 7.88 % |

|  | 28.05 % |

|  | 7.10 % |

|  | 8.94 % |